# 関長克
関 長克（せき ながかつ）は、備中国新見藩の第9代（最後）の藩主。新見藩関家10代。

## 略歴
天保11年（1840年）10月26日、第6代藩主・関長輝の次男（または三男）である関長吉の長男として生まれる。
安政4年（1857年）に第8代藩主・長道の婿養子となり、安政5年（1858年）10月16日、長道の死により家督を継いだ。安政6年（1859年）8月15日、将軍・徳川家茂に拝謁する。同年12月16日、従五位下・備前守に叙任する。後に民部少輔、伊勢守に改める。元治元年（1864年）5月13日、従五位上に昇進する。幕末期は大坂城の加番や京都の守備役を務めた。
慶応4年（1868年）2月6日、上洛し、新政府側に与した。同年2月22日、新政府から備中国内の幕領管理を命じられたのにともない、帰藩を願い出る。同年4月25日、備中国内の幕領管理の任務を解かれる。また、備前岡山藩と共に伊予松山藩征伐に参加した。明治2年（1869年）6月22日、版籍奉還により知藩事となり、明治4年（1871年）の廃藩置県で免官となった。明治10年（1877年）3月17日に死去した。享年38。関家の家督は妻の亭以が相続した。

## 系譜
- 父：関長吉
- 母：不詳
- 養父：関長道（1815年 - 1858年）
- 正室：亭以 - 関長道の長女
- 生母不明の子女
  - 長男：伊勢長愛
  - 女子：天衣 - 関博直側室
- 養子
  - 女子：天留- 関博直正室、関長道の五女
  - 男子：関博直（1854年 - 1923年） - 万里小路博房の三男

| 当主        | 当主                       | 当主        |
| ----------- | -------------------------- | ----------- |
| 先代 関長道 | 新見藩関家 1858年 - 1877年 | 次代 関亭以 |